# Халды
Халди или халды (греч. Χάλδοι) — народность, населявшая в эпоху бронзового века юго-восточное черноморское побережье (ныне часть Турции). В тот же период вблизи от них проживали хатты, возможно, близкие им по языку. Вопрос о родстве с народом халдеев в Междуречье остаётся открытым.
Основными источниками об истории халди являются произведения Гомера, Страбона и Ксенофона. Древнегреческие авторы упоминают халдов, наряду с их соседями халибами на западе, моссинойками и тибаренами (тубалами, табалами) среди первых народов, овладевших искусством ковки железа. Как отмечает Страбон «...халды в древности назывались халибами».
Согласно А. Сагону, земля хальдов, вероятно, могла располагаться к северу от Аракса и на землях, которые ранее находились под владычеством Урарту, особенно в районе долины реки Зивин, на пути между Карсом и Тушпой.
Во времена Римской империи халди (халды) упоминаются как племя — непосредственный сосед халибов в понтийской Каппадокии, входившей в состав римской провинции Вифиния и Понт.
В научной литературе первой половины XX века неоднократно упоминалось предположение о том, что халды представляют собой остатки урартских племён, называющих себя в честь урартского верховного бога Халди, однако это предположение оказалось в корне ошибочным.